# ملعب الكوت الأولمبي
ملعب الكوت الأولمبي وهو ملعب كرة قدم أولمبي يقع في العراق مدينة الكوت في منطقة حي الربيع(الحاوي) وسط الكوت 

## البناء
وضع حجر الأساس لمشروع هدم الملعب القديم وبناء ملعب جديد في عام 2011، وكلف بالبناء شركة الكرامة التابعة لوزارة الصناعة والمعادن، وبعد خمس سنوات من التوقفات والتلكوء لأسباب مالية وفنية، قامت وزارة الشباب والرياضة بأحالة المشروع إلى شركة سبورت سيستم الايطالية كمقاول رئيسي عقب تنازل شركة الكرامة عن أكمال المشروع. ووفق العقد الجديد منحت الشركة الأيطالية ثمانية شهور لأكمال المشروع بشكل كامل. فيما ارتفعت التكلفة التعاقدية من 18 إلى 30 مليار دينار عراقي. وتم التعاقد مع شركة تركية لأنشاء المسقفات، واخرى ايطالية للمدرجات وتثييل الأرضية.